# Ethel Lackie
Ethel Minnie Lackie, posteriorment Ethel Watkins, (Chicago, Estats Units 1907 - Newbury Park 1979) fou una nedadora estatunidenca, guanyadora de dues medalles olímpiques.

## Biografia
Va néixer el 10 de febrer de 1907 a la ciutat de Chicago, població situada a l'estat d'Illinois. Es casà amb Bill Watkins, del qual adoptà el cognom.
Va morir el 15 de desembre de 1979 a la seva residència de Newbury Park, població situada a l'estat de Califòrnia.

## Carrera esportiva
Va participar, als 17 anys, en els Jocs Olímpics d'Estiu de 1924 realitzats a París (França), on va aconseguir guanyar la medalla d'or en la prova dels 100 metres lliures i en el relleu 4x100 metres lliures amb l'equip nord-americà al costat d'Euphrasia Donnelly, Gertrude Ederle, Martha Norelius i Mariechen Wehselau, establint així mateix un nou rècord del món amb un temps de 4:58.8 minuts.
El 1969 va ser incorporada a l'International Swimming Hall of Fame.